# Občina Dobrepolje
Občina Dobrepolje je jednou z 212 občin ve Slovinsku. Nachází se ve Středoslovinském regionu na území historického Kraňska. Občinu tvoří 24 sídel, její rozloha je 103,1 km² a k 1. lednu 2017 zde žilo 3 870 obyvatel. Správním střediskem občiny je sídlo Videm. Občina se nachází zhruba 30 km jihovýchodním směrem od Lublaně, hlavního města Slovinska.

## Členění občiny
Občina se dělí na sídla: Bruhanja vas, Cesta, Četež pri Strugah, Hočevje, Kolenča vas, Kompolje, Lipa, Mala vas, Paka, Podgora, Podgorica, Podpeč, Podtabor, Ponikve, Potiskavec, Predstruge, Pri Cerkvi-Struge, Rapljevo, Tisovec, Tržič, Videm, Vodice, Zagorica, Zdenska vas.

## Sousední občiny
Občina Dobrepolje sousedí se 6 občinami: Grosuplje na severu, Ivančna Gorica a Žužemberk na východě, Kočevje na jihovýchodě, Ribnica a Velike Lašče na západě.